# Георгиевская ленточка
«Гео́ргиевская ле́нточка» — ежегодная акция по распространению символических ленточек среди населения, начавшаяся 2005 году по инициативе «РИА Новости» и РООСПМ «Студенческой общины». Акция проводится на средства общественных организаций, предприятий и государственного бюджета в период с 24 апреля по 12 мая. В первые годы существования инициативы были распространены десятки миллионов ленточек во множестве стран мира, преимущественно в странах СНГ. В последующие годы, когда акция начала приобретать политизированный характер, началось постепенное сокращение числа стран, проводящих централизованную акцию, вместо этого в этих странах проводились самостоятельные мероприятия без использования георгиевской символики. С 2022 года ряд стран ввели запрет на данную символику ввиду её использования в военных конфликтах и пропаганде наряду с другими символами вторжения.
Ленточки, раздающиеся в рамках данной акции, называют георгиевскими, однако ранее уже существовала — георгиевская лента — которая появилась ещё при Екатерине II вместе с орденом Святого Георгия — высшей воинской наградой Российской империи. В ходе гражданской войны лента использовалась сторонниками белого движения. Во вторую мировую войну, несмотря на то что коллаборационисты использовали георгиевскую ленту в качестве своей символики, в наградной системе СССР появилась гвардейская лента, которая по внешнему виду и сочетанию цветов была схожа с георгиевской. С середины 1990-х годов ленту начали использовать как один из основных символов Дня Победы в России. Существование одновременно различных лент в разные периоды времени со схожими расцветками и их различные наименования до сих пор является предметом дискуссии.
Изначально организаторы акции заявляли её главной целью «стремление во что бы то ни стало не дать забыть новым поколениям, кто и какой ценой одержал победу в самой страшной войне в истории человечества, чьими наследниками мы остаёмся, чем и кем должны гордиться, о ком помнить». Однако с самого зарождения акции и по сей день имеются противоположные точки зрения по поводу смысла акции и использования символики.

## Общая информация
Георгиевская лента с конца XVIII века была частью высшей армейской награды — ордена Святого Георгия (Георгиевский крест). Георгиевская ленточка повторяет Гвардейскую ленту на колодках ордена Славы I, II и III степени и медали «За победу над Германией в Великой Отечественной войне 1941—1945 гг.». Орден Славы учреждён 8 ноября 1943 года и вручался рядовому и сержантскому составу Красной армии, а в авиации — и лицам, имеющие звание младшего лейтенанта. Медаль «За победу над Германией» учреждена 9 мая 1945 года, которая вручалась всем военнослужащим и лицам вольнонаёмного штатного состава, служившим в период Великой Отечественной войны в рядах действующей Красной Армии.
Существует мнение, что правильней эту ленточку следует называть не «Георгиевской», а «Гвардейской» по двум причинам: цветовая гамма ленты и историческая точность. Цвета Георгиевской ленты — жёлтый и чёрный (статут 1769 года) либо оранжевый и чёрный (статут 1913 года), а Гвардейской — золотисто-оранжевый и чёрный. На практике согласно действующему законодательству георгиевская лента используется как отличительный элемент боевых знамён гвардейских частей в Российской Федерации. Кроме того, лента может быть и чёрно-жёлтой, и чёрно-оранжевой, а также не иметь канта в зависимости от реалий, так как с геральдической точки зрения оранжевый и жёлтый — это варианты отображения золотого. Например, русский полководец Михаил Кутузов на портрете художника Романа Волкова (1813 год) изображён с чёрно-оранжевой Георгиевской лентой. Исторически с утверждением советской власти Георгиевская лента была отменена (декрет 1917 года «Об уравнении в правах всех военнослужащих») и больше не использовалась ни на одной государственной награде. На смену ей в 1942 году пришла Гвардейская лента, также украсившая боевую награду — орден Славы.
Акция «Георгиевская ленточка» стартовала в 2005 году к 60-летию Победы по инициативе руководителя проекта «Наша Победа. День за днём» Натальи Лосевой, директора интернет-проектов (позднее — первого заместителя руководителя ОРН (Объединённая редакция новостей)) ФГУП РАМИ «РИА Новости». Организаторами акции являются «РИА Новости» и РООСПМ «Студенческая община» во главе с экс-лидером Общины, а ныне директором ГАУК «Мосгортур» Василием Овчинниковым. СМИ считают, что автором идеи и акции является лично Наталья Лосева, сама Наталья в интервью газете «Взгляд» сообщила, что автор — группа журналистов. В интервью местному изданию её родного города Новосибирска Лосева заявляла:
Акция задумывалась вообще без каких-то географических притязаний. Всё, что я планировала — отправить несколько ленточек домой в Новосибирск самым близким друзьям и родным. Но уже через неделю после начала акции здание РИА «Новости» в прямом смысле брали штурмом. 24 часа в сутки здесь были очереди людей, которые хотели получить ленточку. Я вообще была в шоке от того, как быстро люди поняли и приняли идею.

### Кодекс акции «Георгиевская ленточка»
Регламент использования георгиевских ленточек определяется «Кодексом „Георгиевской ленточки“», состоящим из 10 пунктов. Акция финансируется государством, органами местного самоуправления, а также коммерческими и некоммерческими организациями. По идее инициаторов акции, ленточка должна распространяться бесплатно.
1. Акция «Георгиевская ленточка» — не коммерческая и не политическая.
2. Цель акции — создание символа праздника — Дня Победы.
3. Этот символ — выражение нашего уважения к ветеранам, дань памяти павшим на поле боя, благодарность людям, отдавшим все для фронта. Всем тем, благодаря кому мы победили в 1945 году.
4. «Георгиевская ленточка» не является геральдическим символом. Это символическая лента, реплика традиционного биколора Георгиевской ленты.
5. Не допускается использование в акции оригинальных наградных Георгиевских или Гвардейских лент. «Георгиевская ленточка» — символ, а не награда.
6. «Георгиевская ленточка» не может быть объектом купли-продажи.
7. «Георгиевская ленточка» не может служить для продвижения товаров и услуг. Не допускается использование ленты в качестве сопутствующего товара или элемента товарной упаковки.
8. «Георгиевская ленточка» распространяется бесплатно. Не допускается выдача ленточки посетителю торгового учреждения в обмен на покупку или услугу.
9. Не допускается использование «Георгиевской ленточки» в политических целях любыми партиями или движениями.
10. «Георгиевская ленточка» имеет одну или две надписи: название города/государства, где произведена ленточка. Другие надписи на ленточке не допускаются[18].

## История

### 2005
Распространение Георгиевских ленточек впервые проводилось весной 2005 года. Акция была организована и проведена РИА Новости и РООСПМ «Студенческая община». Активисты раздавали ленточки около станций метро, торговых центров или привязывали их на антенны припаркованных автомобилей. Ленточка стала атрибутом торжественных мероприятий, традиционных встреч с ветеранами в школах столицы, праздничных гуляний во многих городах РФ. Акцию «благословили» ветераны Великой Отечественной войны, но участниками её были в первую очередь молодые люди. Всего было распространено 800 тыс. ленточек.
В мае 2005 года радиостанция «Серебряный дождь» обвинила РИА «Новости» в плагиате, заявив, что является истинным автором акций с ленточками, однако в официальном письме коллектив РИА Новости генеральному директору радиостанции отверг обвинение.

### 2006
В 2006 году в рамках акции было распространено свыше 4 миллионов георгиевских ленточек в более чем в 900 городах России, в странах ближнего и дальнего зарубежья. В акции приняли участие Израиль, США, Канада, страны Персидского залива, многие города Европы. Космический корабль Прогресс М-57 доставил ленточку на Международную космическую станцию. По инициативе интернет-издания From-UA и Центра «Славянский мир» акция впервые прошла на территории Украины.

### 2007
С 2007 года «Георгиевскую ленточку» можно увидеть в День Победы во время парадов на Красной площади на лацканах пиджака у руководителей страны, в частности, Владимира Путина и Дмитрия Медведева.
Акция проходила почти по всем странам, где есть русские диаспоры; к ней присоединились также жители многих европейских стран, не являющиеся выходцами из бывшего Советского Союза. По всему миру было распространено более 10 миллионов ленточек. Акция впервые прошла в Словакии и Чехии.

### 2008
В 2008 году в акции приняли участие почти все регионы России. Около 2 миллионов георгиевских ленточек заказали региональные и местные администрации, ветеранские организации «афганцев» и предприятия. В Карачаево-Черкесии раздали около 1,5 миллиона лент, в Северной Осетии — 20 тысяч лент, в Коми — свыше 400 тысяч. Более 1,8 миллиона георгиевских ленточек изготовили и распространили в Санкт-Петербурге.
В Москве впервые был проведен фестиваль военного кино «Георгиевская ленточка».
В числе стран ближнего и дальнего зарубежья, ставших наиболее активными участниками, — Греция, где было распространено более 20 тысяч ленточек, а также Украина, Узбекистан, Эстония, Латвия, Франция, Италия, Германия, Бельгия, Молдавия, Исландия, Великобритания, США, Китай, Вьетнам, Афганистан, Мексика; всего приняли участие более 30 стран. Однако в этот же год русскоязычным редакциям Гостелерадио Эстонии запретили упоминать акцию «Георгиевская ленточка».

### 2009
В феврале прошла посвящённая истории акции фотовыставка. В Жидиловом Бору Псковской области открыта часовня памяти из белого мрамора. Изнутри часовня украшена георгиевским крестом, который опирается на постамент в виде георгиевской ленты. Было возведено девять таких часовен.

### 2010
Георгиевские ленточки были разосланы в большинство российских посольств за рубежом. Акция также стала символом автопробега по городам-героям, посвящённого 65-й годовщине Победы в Великой Отечественной войне.
В Казахстане раздаче ленточек коммунистами и активистами партии «Алга» препятствовали полицейские.

### 2011
«Георгиевская ленточка» преобразуется в огромные ленты и в рисунки: так, в Амуре студенты запустили в небо (привязав к воздушным шарикам) самостоятельно сшитую ленту длиной 8 метров и шириной 50 сантиметров. В Томске сшили две большие георгиевские ленточки. В Железногорске мастера граффити изобразили в центре города огромную ленту.
9 мая сотрудники Карельской таможни раздавали ленточки туристам, пересекающим российско-финляндскую границу.
С 11 по 18 июня в рамках проекта «Георгиевская ленточка» прошла международная парусная регата крейсерских яхт «Морской корпус» по маршруту Севастополь — Балаклава — Артек — Севастополь.

### 2012
27 апреля на площадках ВВЦ состоялось спортивно-досуговое мероприятие «Город молодёжи», где ленточки также раздавали волонтёры.
Кроме семи миллионов физических ленточек по всему миру, можно было получить и ленточки «виртуальные». Социальная сеть «Одноклассники» запустила бесплатный сервис по размещению изображения ленточки на фотографии, таких ленточек было размещено более 22 миллионов.
Георгиевские ленточки вручали подмосковным молодожёнам, регистрирующим брак в дни празднования победы в Великой Отечественной войне, а также супругам, отмечающим юбилей семейной жизни.
Более 20 тысяч ленточек были переданы в МВД России, с 5 мая сотрудники ГИБДД раздавали их остановленным нарушителям и всем желающим автолюбителям на стационарных постах ДПС Москвы.

### 2013—2015
В период протестов в Украине в 2014 году георгиевская символика использовалась активистами Антимайдана, а затем и пророссийски настроенными сепаратистскими группировками на востоке Украины. После аннексии Крыма и начала российско-украинской войны в международном сообществе заметно уменьшилось использование георгиевская символики.
В 2014 году было выпущено около 10 миллионов ленточек, акция планировалась в 75 странах.
5 мая 2014 года в рамках акции «Энергия Победы» в Смоленске была представлена самая длинная Георгиевская лента в России, протяжённостью 400 метров и шириной 36,5 сантиметров. Такие параметры были выбраны неслучайно, площадь поверхности ленты — ориентировочная численность населения России, с учётом недавно аннексированного Крыма и Севастополя (400 000 мм х 365 мм = 146 млн).

### 2015—февраль 2022
В России продолжается использование георгиевской ленточки как символа Великой Отечественной войны.
В постсоветских странах применение ленточки сокращалось, шла постепенная замена ленточки собственными символами.

### С февраля 2022
С начала вторжения России на Украину георгиевская ленточка становится значимым вспомогательным символом российской военной агрессии, объединяясь при этом с основными символами вторжения — буквами Z и V.
В международном сообществе ускорился процесс отхода от символа, кроме России, официально акция была объявлена лишь в 8 странах. Однако в то же время акции прошли и на аннексированных  Россией территориях, включая разрушенный Россией в ходе боёв Мариуполь.
В сентябре 2022 года Госдума приняла закон, по которому георгиевская ленточка «признаётся одним из символов воинской славы России и победы советского народа в Великой Отечественной войне», 29 декабря 2022 года Президент России подписал принятый Госдумой закон. Публичное осквернение символа влечёт за собой ответственность в соответствии с законодательством РФ.
В 2025 году было организовано свыше 8 000 точек распространения георгиевских лент (максимальное количество за всю историю акции) в более чем 40 странах, среди которых впервые приняли участие Ливия и Монголия.

## Мнения
Акция «Георгиевская ленточка» стала традиционной и неотъемлемой частью празднования Дня Победы, и, как полагает антрополог Сергей Ушакин, всего за несколько лет стала «возможно, одним из самых успешных и узнаваемых постсоветских символов». Тем не менее, по его мнению, сцепление в одном символе различных слоев исторической памяти (имперской и советской) привело к тому, что Георгиевская ленточка «стала обещанием смысла, а не его носителем[…] Ленточке, однако, не удалось достичь главного, а именно предложить внятную траекторию своего прочтения. Её символическая значимость достигалась изначально в основном посредством механического воспроизводства, распространения и/или демонстрации».

### Поддержка акции
Партнёрами акции выступают многие общественные и коммерческие организации России.
В 2007 году акцию «Георгиевская ленточка» благословил Патриарх Московский и Всея Руси Алексий II.
Василий Дума, заместитель председателя Комитета Совета Федерации по природным ресурсам, охране окружающей среды и экологии, представитель в СФ от администрации Костромской области:
Я выступаю за то, чтобы эти ленточки носить каждый день, чтобы память о Победе советского народа в Великой Отечественной войне жила всегда и чтобы не было кривотолков относительно того, кто победил.
Председатель Комитета Совета Федерации по науке и образованию, представитель в СФ от правительства Кабардино-Балкарской республики Хусейн Чеченов:
В деле пропаганды истории Отечества эта акция очень важна.
Член Комитета Совета Федерации по международным делам, представитель в СФ от исполнительного органа госвласти Омской области Асламбек Аслаханов:
«Георгиевская ленточка» — это знак памяти о Великой Отечественной, выражение уважения к ветеранам, благодарность людям, отдавшим всё для фронта и победы в годы Второй мировой войны.

### Опрос населения
В 2007 году Фонд «Общественное мнение» провёл опрос «Георгиевские ленточки»:
- Согласно опросу, георгиевские ленточки вызывали у россиян в основном позитивные эмоции. Об этом прежде всего свидетельствовали ответы, которые респонденты дали на вопрос «Какие мысли, чувства возникают у Вас, когда Вы видите людей, машины с „георгиевскими ленточками“»? Новая символика пробуждала у людей, по их мнению, чувство гордости — за страну, за народ-победитель, за своё прошлое (16 %), вызывала чувство национальной общности, сопричастности к тем событиям и людям (2 %).
- Для многих жителей России «георгиевская ленточка» стала символом памяти о тех событиях и их героях (12 %), благодарности к погибшим (9 %). Для некоторых опрошенных «георгиевские ленточки» являются траурными, ассоциирующимися со скорбью о павших (2 %).
- У некоторых респондентов яркие ленточки вызывали весёлые, праздничные эмоции (14 %). Многие заявили о том, что им понравилась новая традиция, что при виде «георгиевских ленточек» у них были возвышенные, тёплые и позитивные эмоции и мысли (9 %).[47]
- У некоторых граждан георгиевские ленточки вызвали недоумение и даже раздражение, они восприняли их как браваду, «дань своеобразной моде», некую новую пропаганду (4 %).
- В общем, три четверти опрошенных граждан (73 %) положительно относятся к тому, что люди накануне Дня Победы носят ленточки, 16 % — безразлично и 2 % — отрицательно (6 % затруднились оценить своё отношение к этой акции).
- Примерно пятая часть респондентов (18 %) выразили поддержку новой акции личным примером, привязав «георгиевскую ленточку» к своей одежде или автомобилю (в том числе в Москве — 37 %, в других городах России — 17-19 %, в деревнях — 12 %). Не желали бы участвовать в этой акции 17 % опрошенных.
- В ответ на то, как «георгиевские ленточки» воспринимают ветераны войны, 73 % россиян предположили, что они относятся к этому хорошо. Лишь очень немногие считают, что такое проявление солидарности вызывает у ветеранов отрицательные чувства (2 %) или оставляет их безразличными (5 %). Не дал оценку каждый пятый опрошенный (19 %).

### Полемика
Высказываются мнения, что в последнее время акция организуется «сверху» и превращена в «пропутинский флешмоб прокремлёвских движений и партий», в связи с чем она вызвала бойкот со стороны определённой части российского общества.
Достаточно часто в регионах России организатором акции на местном уровне являются политические молодёжные движения «Молодая гвардия» и «Наши», а также партия «Единая Россия» — и это при том, что использовать ленточку в политических целях в соответствии с Кодексом акции запрещено.
Российский поэт и публицист Л. C. Рубинштейн видит в ленточках «попытку бюрократизации человеческой памяти», сходясь во мнении с журналистами радиостанции «Эхо Москвы» Е. Киселёвым и А. Плющевым.
Для агитации ношения ленточки зафиксированы случаи использования спама.
Международная интернет-медиа компания СУП сообщает, что в блог-платформе «Livejournal» можно встретить как сторонников, так и противников акции. Противники акции отказываются участвовать, по их мнению, в «кремлёвских флешмобах», а также видят неуважение к ветеранам в использовании незаслужившими людьми орденского символа.
Председатель Комиссии Совета Федерации по естественным монополиям, представитель в СФ от исполнительного органа госвласти Белгородской области Николай Рыжков, возглавлявший в своё время Совет Министров СССР, 8 мая 2009 года так ответил на критику акции:
Я сам с гордостью ношу эту ленточку и других призываю. Те недоумки, которые выступают против этой народной акции, таким образом, выступают против нашей Победы. Говоря о том, что многие использующие ленточку не знают истории войны, поэтому не должны её носить, они тем самым еще больше отдаляют граждан от стремления что-то узнать. Ведь эта акция носит пропагандистский характер <...> Цепляясь сегодня к ленточке, завтра эти горе-критики начнут покушаться на другие святые для нашей страны символы.
Заместитель председателя Комитета Совета Федерации по социальной политике и здравоохранению, представитель в СФ от исполнительного органа государственной власти Самарской области Константин Титов:
Даже если один человек, получив ленточку, заинтересуется историей страны, это уже хорошо, уже победа. Что же касается противников этой акции, то есть люди, у которых в характере все подвергать критике. Не стоит обращать на них внимания.
Акция подвергается критике за то, что не побуждает людей к активным действиям, ленточки пачкаются и гниют, теряя презентабельный внешний вид. Бывали случаи, когда ленточки прикрепляли к одежде, обуви, волосам в больших количествах. Зачастую в преддверии 9 мая георгиевские ленточки используются для украшения товаров, фигурируют в рекламе и продаются за деньги или в комплекте с продаваемым товаром, что противоречит духу и «Кодексу» акции. А. Г. Невзоров находит примечательным и то, что георгиевские ленты могли использоваться коллаборационистами, воевавшими за РОА и КОНР.
По мнению одного из активистов Федерации социалистической молодёжи, организаторы движения намеренно подменяют понятия, поскольку до акции существовали и другие символы Победы, например, Знамя Победы), а в СССР никаких «георгиевских лент» не было, так что символизируют они скорее Российскую империю и православие. Основной же проблемой акции названо то, что она может вступать в противоречие со «ст. 17.11 п. 2 КоАП РФ: „Учреждение или изготовление знаков, имеющих схожее название или внешнее сходство с государственными наградами“».

### Критика
Акция вызвала широкое распространение данного символа и его неоднозначное использование. Кроме того, критики акции указывают на исторические прецеденты того, когда Георгиевская ленточка была вполне самостоятельной наградой. В частности, во время обороны Севастополя в 1854—1855 годах кавалеры, награждённые Знаком отличия Военного ордена, но не имевшие возможность в связи с осадой города получить саму награду, носили на форме только Георгиевскую ленточку, и это расценивалось всеми как аналог награды. Во время Первой мировой войны 1914—1918 годов Георгиевские кавалеры в русской армии также носили Георгиевскую ленточку в зимнее время поверх борта шинели.

## Запрет и аналоги ленточки в разных странах
В России есть аналоги георгиевской ленточки, в них используют различные комбинации цветов, которые часто соответствуют цветовым комбинациям разных советских и царских военных наград и тоже должны символизировать победу. В апреле-мае 2014 года, после аннексии Крыма Россией, в Севастополе и других городах рядом с георгиевскими ленточками раздавались аналогичные ленты сине-бело-голубой цветовой гаммы. Их называли «морскими георгиевскими» или «Андреевскими», хотя исторически орденская лента Андрея Первозванного имела голубой цвет мраморного узора без линий. Одним из символов нежелания участвовать в акции «Георгиевская ленточка» стал выпущенный в России плакат с надписью «Мне не нужна Георгиевская ленточка — я не имею права её носить!».
После 2014 года использование георгиевской ленты приобрело яркий политический окрас и начало вызвать неоднозначную реакцию на постсоветском пространстве. Этот символ стал активно использоваться в российско-украинском конфликте, например силами ДНР, а позже российскими военными. Как следствие, в ряде государств лента была не рекомендована к демонстрации, а в других странах она прямо запрещена, как символ российской экспансии (в некоторых бывших советских республиках запрещены любые советские и российские символы).
В 2022 году, после полномасштабного вторжения России на Украину, последовала очередная волна против демонстрации георгиевской символики.

### Беларусь
По инициативе руководства страны Республика Беларусь в 2015 году получила свой новый атрибут победы — яблоневый цвет на красно-зелёной ленте, который называют «Цветы Великой Победы». Георгиевская ленточка официально не запрещается, но начиная с 2014 года в Белоруссии негласно отказываются от их использования во время празднования Дня Победы и Дня Независимости. Белорусское движение «За Свободу» обратилось к правительству, Мингорисполкому и другим органам местной власти с требованием запретить раздачу и использование георгиевских лент в общественных местах, так как, по их мнению, они ассоциируются с сепаратизмом и «российским империализмом». Поводом для этого послужила раздача таких лент в минских гипермаркетах. По мнению сопредседателя организации «Молодой фронт» Дмитрия Дашкевича, георгиевская ленточка — «это выражение идеологии определённых политических сил, которые считают, что независимость Беларуси лишь условная, а по факту она входит в протекторат „русского мира“. Некоторые люди такими раздачами символики пытаются визуально обозначить пределы „русского мира“ и, соответственно, Российской Федерации».

### Казахстан
В 2015 году был создан свой вариант памятной ленты, как более верно отражающий вклад народа Казахстана в победу, взамен георгиевской ленточки, это лента голубого цвета с национальным казахским орнаментом и изображением Ордена Отечественной войны, на ней иногда присутствует надпись на казахском — «9 Мамыр — Жеңіс күні. 1941—1945 жылдар» (рус. 9 мая — День Победы. 1941—1945 годы).

Георгиевская ленточка официально не запрещена, но к 2018 году с некоторых памятников её уже сняли, заменив на новый символ Победы.

### Кыргызстан
В 2015 году в Кыргызстане был введён свой символ Победы в виде ленты красного цвета с жёлтыми полосами (цвета флагов Кыргызстана и СССР). Его называют «Ленточка Победы» — «Жеңиш тасмасы». Красный цвет ленточки олицетворяет доблесть, смелость и победу, жёлтый — мир и спокойствие.
Вице-глава Бишкека отмечал, что запрещать использование георгиевской ленты не будут, однако статуса официального «символа Великой Победы» её лишили.

### Туркменистан
В 2015 году поступали сообщения о негласном запрете на георгиевские ленточки. Некоторые водители заявляли, что их останавливали работники ГАИ и заставляли снимать ленточки с автомобилей. 
Официально о запрете георгиевской ленточки на территории Туркменистана нигде не сообщалось.

### Узбекистан
Начиная с 2015 года в Узбекистане действует негласный запрет на георгиевские ленточки. Министерство обороны Узбекистана призвало отказаться от георгиевских ленточек и использовать вместо них ленты цвета узбекского флага. В социальной сети Facebook участники группы «Мы против Георгиевской ленты в Узбекистане» собирают подписи против раздачи и ношения георгиевских ленточек в республике. Группа узбекских историков во главе с Анваром Назировым и Шухратом Барлосом обратились с письмом в министерство внутренних дел Узбекистана и мэрию города Ташкента с требованием запретить раздачу и ношение георгиевских ленточек. В апреле 2017 представители ГУВД Ташкента в рамках брифинга прокомментировали ситуацию относительно георгиевских ленточек, сообщив, что никаких указаний отбирать георгиевские ленты у граждан не было.
По состоянию на 2021 год присутствует критика ленты со стороны официальных властей, идёт обсуждение возможность её замены, однако сама акция продолжает проходить при содействии посольства России.

### Грузия
Начиная c 2015 года Российская георгиевская ленточка в Грузии находится под негласным запретом для использования на публичных мероприятиях. Демонстративное же ношение советской символики противоречит грузинскому законодательству, власти Грузии настаивают не использовать георгиевские ленты. Георгевская лента у населения Грузии ассоциируется с российской оккупацией и вызывает негативные эмоции. Своего официального символа победы Грузия не имеет.

### Эстония
С 2008 года в Эстонии использование символа «георгиевская ленточка» считается нарушением порядка. В 2017 году в Эстонию не пропустили георгиевские ленточки и российский шоколад с символикой 9 мая, которые везла жительница Таллина. C 2022 года в Эстонии знак «Z» и Георгиевская лента являются «не нейтральными символами». За их демонстрацию может быть наложен штраф.

### Латвия
В 2015 году группа депутатов Сейма Латвии безуспешно предлагала законопроект о запрете георгиевских ленточек. В мае 2019 года это же предлагалось партией «Всё для Латвии!». В июне 2020 года Комиссия Сейма Латвии по правам человека и общественным делам высказалась за запрет использования ленточек на публичных мероприятиях.
11 ноября 2021 года Сейм запретил использование георгиевских лент на публичных развлекательных и праздничных мероприятиях, собраниях, шествиях и пикетах.

### Литва
Политики Литвы неоднократно выступали с заявлениями о необходимости запрета георгиевской ленточки в их стране. Её предлагают внести в список советской символики, начиная с 2008 года советская и нацистская символики в Литве не могут использоваться и распространяться в местах массового скопления людей и на массовых мероприятиях. Использовать эту символику можно только в музеях, а также в научных, художественных и просветительских целях и в антикварной торговле. За нарушение этого закона предусмотрена административная ответственность, в частности штраф от 144 до 289 евро. В 2017 году депутат Сейма Литвы, Гинтаре Скайсте, призывала запретить георгиевские ленточки в общественном транспорте. Своего определённого символа победы Литва не имеет, на мероприятиях, которые посвящены памяти жертв Второй Мировой Войны, используют международный символ — цветок красного мака.
В 2022 году Сейм Литвы проголосовал за запрет демонстрации и распространения георгиевских ленточек на территории страны.

### Германия
В 2022 году в преддверии 9 мая и на фоне продолжающейся российской агрессии против Украины, в полиции Берлина о том заявили, что на территории мемориалов и памятников вводится запрет на демонстрацию любой символики, включая георгиевские ленточки. Ленточка также запрещена в Баварии, Нижней Саксонии, Северном Рейне — Вестфалии

### Молдова
Депутаты парламента в начале 2014 года инициировали законопроект, согласно которому демонстрация или использование чёрно-оранжевой георгиевской ленточки предусматривает штраф для физических лиц, но на тот момент, правительство Молдовы не поддержало идею запрета на использование георгиевской ленточки. Новый символ Победы Молдавия не принимала.
18 апреля 2022 года Молдова приняла запрет георгиевской ленты как одного из символов российской агрессии против Украины.

### Украина
16 мая 2017 года Верховная рада Украины приняла поправки в Кодекс об административных правонарушениях об ответственности за изготовление, публичное использование или ношение георгиевской ленты на Украине. Документ предусматривает штрафы за публичное использование, демонстрацию или ношение георгиевской ленты или её изображения. За повторное нарушение в течение года предусмотрен арест на срок до 15 суток. Автор законопроекта — депутат Верховной рады Антон Геращенко — обосновал необходимость запрета тем, что георгиевская лента стала «неотъемлемой составляющей кремлёвской пропаганды». Во время мероприятий, посвященных годовщине завершения Второй мировой войны на Украине используют символ — цветок красного мака. Рядом с цветком обычно расположены даты начала и завершения Второй мировой войны (1939 и 1945), а также слоган «Ніколи знову» (рус. «Никогда снова»).

## На денежных знаках
Георгиевская ленточка изображена на памятных банкнотах непризнанной Приднестровской Молдавской Республики, выпущенных в обращение Центральным банком Приднестровья в ознаменование 70-й годовщины Победы в Великой Отечественной войне.